# Sörby Mekaniska Verkstad

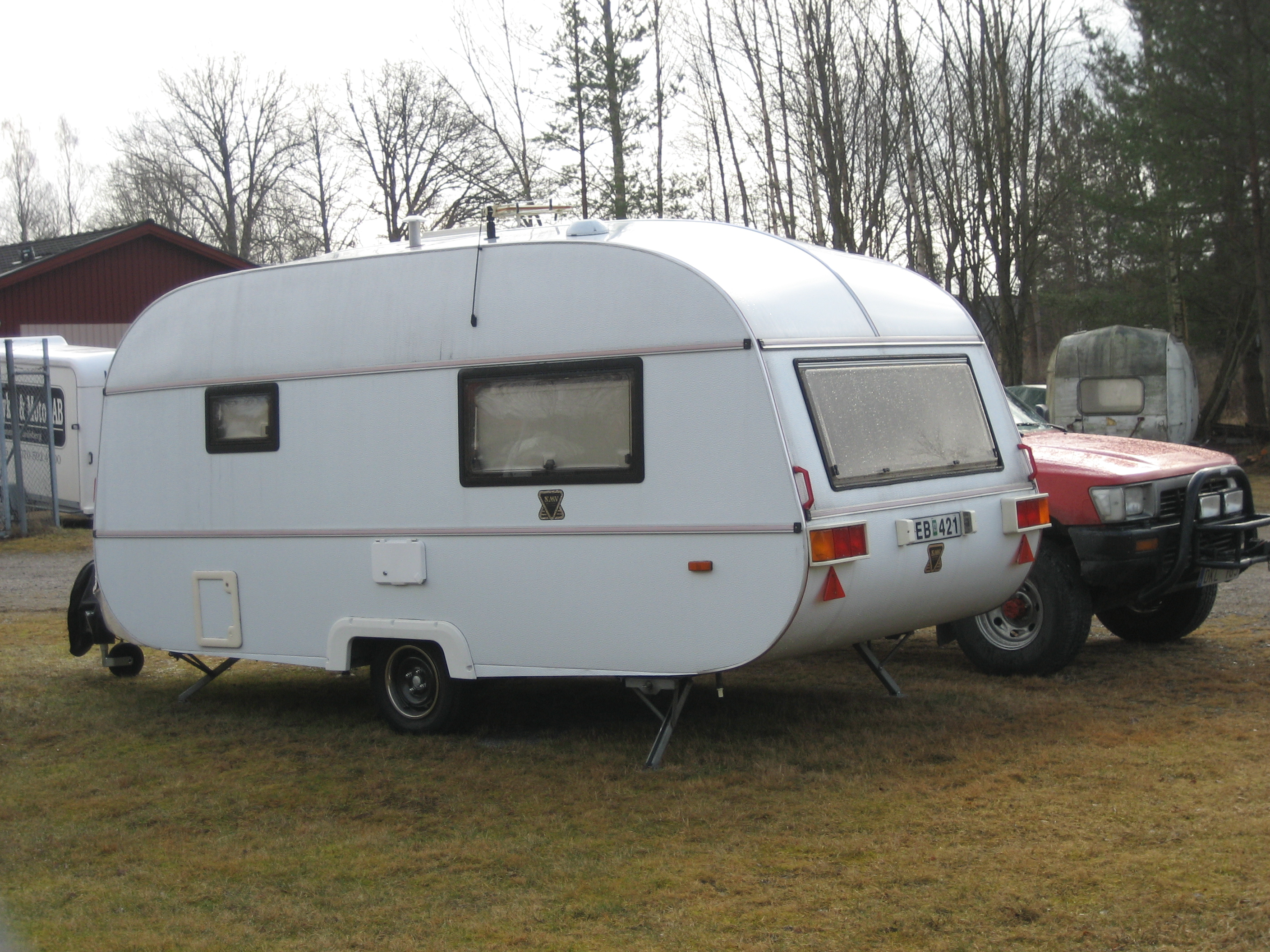
SMV från slutet av 1990-talet.

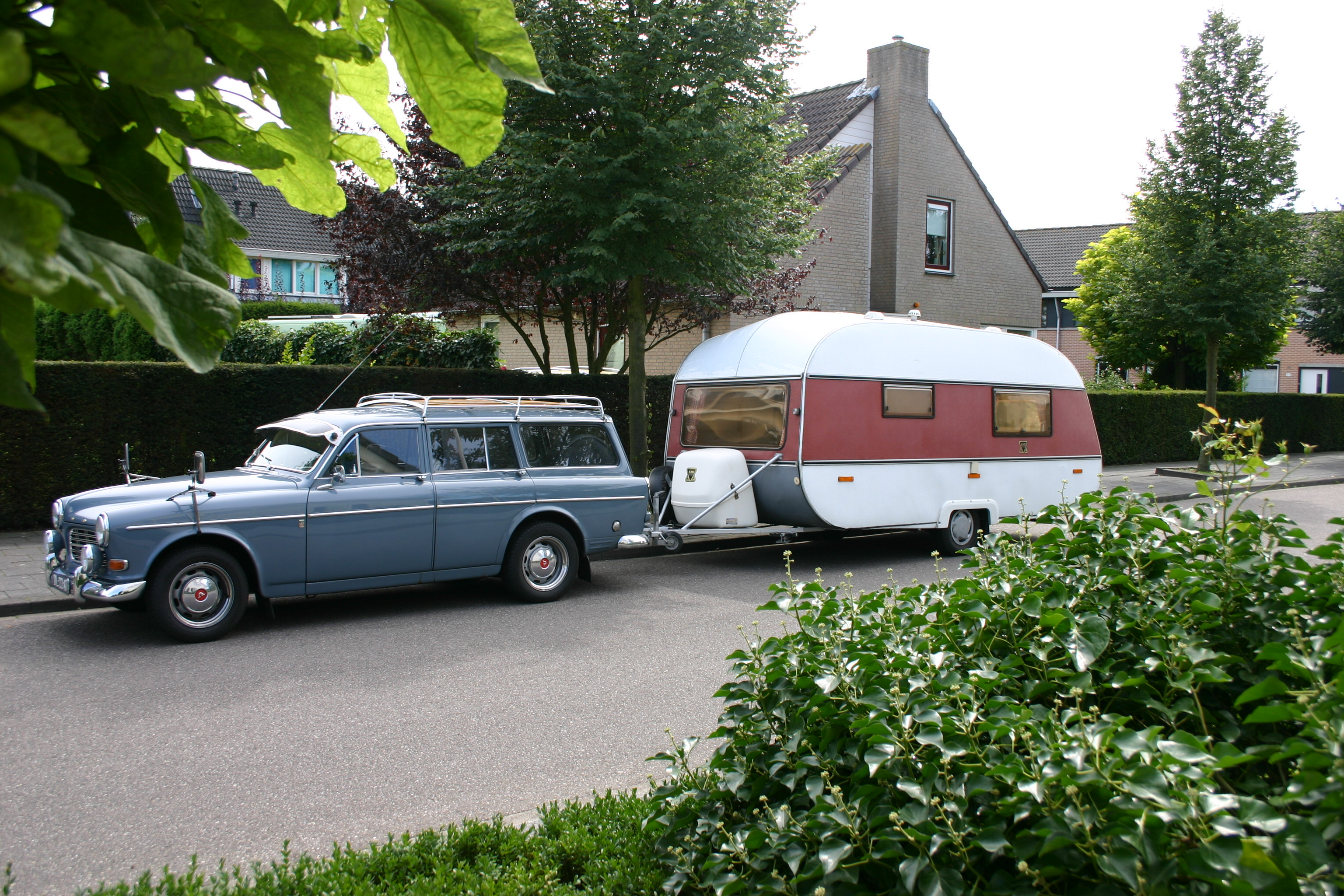

Sörby Mekaniska Verkstad i Sörby, Örebro, är tillverkaren av det svenska husvagnsmärket SMV. 
Berglunds Mekaniska Verkstad grundades 1922 av Helmer och Gustav Berglund. 1936 bytte företaget namn till Sörby Mekaniska Verkstad. Man började tillverka husvagnar 1948. Deras husvagnstyp är det klassiska så kallade ägget vilket i dag har närmast kultstatus. SMV-husvagnar tillverkas ännu, och det är Sveriges äldsta husvagnsmärke.
Tillverkningen började med att man byggde en husvagn till Helmer Berglund och hans fru, som en kompromiss, på grund av att Helmer ville ut och resa medan hans fru ville ha en sommarstuga under semestern.
Den första serietillverkade husvagnen tillverkades 1948. I början av 1950-talet är produktionen i full gång. 1955 kom SMV modell 6, med den klassiska ägg-formen.
På 1990-talet återgick man till att enbart bygga de traditionella modellerna 450, 500 och 550 i små upplagor.
Det finns flera klubbar för SMV-fans i bland annat Sverige och Nederländerna. 